# Tour Cedo ou Tarde
Tour Cedo ou Tarde foi a oitava turnê da banda de rock brasileira NX Zero. A turnê marcou o reencontro do quinteto após sua última turnê em 2017.
A turnê teve início em 28 de maio de 2023 no Rio de Janeiro e foi finalizada com duas apresentações esgotadas nos dias 15 e 16 de dezembro do mesmo ano no Allianz Parque, em São Paulo; essas duas últimas apresentações foram gravadas e se transformaram no terceiro álbum ao vivo do grupo, intitulado Tour Cedo ou Tarde - Ao Vivo, lançado em 4 de outubro de 2024.

## Repertório
1. "Vertigem"
2. "Só Rezo"
3. "Daqui pra Frente"
4. "Bem ou Mal"
5. "Pela Última Vez"
6. "Apenas um Olhar"
7. "Onde Estiver"
8. "Uma Gota no Oceano"
9. "Espero a Minha Vez"
10. "Inimigo Invisível"
11. "Cedo ou Tarde"
12. "Meu Bem"
13. "Incompleta"
14. "Círculos"
15. "Entre Nós Dois"
16. "Cartas pra Você"
17. "Mais Além"
18. "Hoje o Céu Abriu"
19. "Vamos Seguir"
20. "Pedra Murano"
21. "Ligação"
22. "Não é Normal"
23. "A Melhor Parte de Mim"
24. "Além de Mim"
25. "Razões e Emoções"

## Datas
| Data                   | Cidade                | Estado              | País     | Local                                    |
| ---------------------- | --------------------- | ------------------- | -------- | ---------------------------------------- |
| 28 de maio de 2023     | Rio de Janeiro        | Rio de Janeiro      | Brasil   | Jockey Club Brasileiro                   |
| 4 de junho de 2023     | São Paulo             | São Paulo           | Brasil   | Novo Anhangabaú                          |
| 22 de junho de 2023    | Porto Alegre          | Rio Grande do Sul   | Brasil   | Auditório Araújo Vianna                  |
| 23 de junho de 2023    | Porto Alegre          | Rio Grande do Sul   | Brasil   | Auditório Araújo Vianna                  |
| 24 de junho de 2023    | Vitória               | Espírito Santo      | Brasil   | Praça do Papa                            |
| 30 de junho de 2023    | Curitiba              | Paraná              | Brasil   | Live Curitiba                            |
| 1 de julho de 2023     | Curitiba              | Paraná              | Brasil   | Live Curitiba                            |
| 2 de julho de 2023     | Curitiba              | Paraná              | Brasil   | Live Curitiba                            |
| 7 de julho de 2023     | São José              | Santa Catarina      | Brasil   | Arena Opus                               |
| 8 de julho de 2023     | São José do Rio Preto | São Paulo           | Brasil   | Centro Regional de Eventos               |
| 9 de julho de 2023     | São José do Rio Preto | São Paulo           | Brasil   | Centro Regional de Eventos               |
| 14 de julho de 2023    | Belo Horizonte        | Minas Gerais        | Brasil   | Expominas                                |
| 15 de julho de 2023    | Ribeirão Preto        | São Paulo           | Brasil   | Centro de Eventos Ribeirão Shopping      |
| 16 de julho de 2023    | Ribeirão Preto        | São Paulo           | Brasil   | Centro de Eventos Ribeirão Shopping      |
| 21 de julho de 2023    | Brasília              | Distrito Federal    | Brasil   | Ginásio Nilson Nelson                    |
| 22 de julho de 2023    | Goiânia               | Goiás               | Brasil   | Goiânia Arena                            |
| 29 de julho de 2023    | Salvador              | Bahia               | Brasil   | Arena Fonte Nova                         |
| 4 de agosto de 2023    | Olinda                | Pernambuco          | Brasil   | Classic Hall                             |
| 5 de agosto de 2023    | João Pessoa           | Paraíba             | Brasil   | Domus Hall                               |
| 11 de agosto de 2023   | Parnamirim            | Rio Grande do Norte | Brasil   | Boulevard Hall                           |
| 12 de agosto de 2023   | Fortaleza             | Ceará               | Brasil   | Colosso Fortaleza                        |
| 18 de agosto de 2023   | Manaus                | Amazonas            | Brasil   | Studio 5 Centro de Convenções            |
| 19 de agosto de 2023   | Belém                 | Pará                | Brasil   | Espaço Náutico Marine Club               |
| 26 de agosto de 2023   | Balneário Camboriú    | Santa Catarina      | Brasil   | Music Park BC                            |
| 1 de setembro de 2023  | Passo Fundo           | Rio Grande do Sul   | Brasil   | Gran Palazzo                             |
| 2 de setembro de 2023  | Caxias do Sul         | Rio Grande do Sul   | Brasil   | All Need Master Hall                     |
| 9 de setembro de 2023  | Maringá               | Paraná              | Brasil   | Paraná Expo                              |
| 16 de setembro de 2023 | Mogi das Cruzes       | São Paulo           | Brasil   | Stage Hall Mogi                          |
| 22 de setembro de 2023 | Ponta Grossa          | Paraná              | Brasil   | Sassaki Eventos                          |
| 23 de setembro de 2023 | Sorocaba              | São Paulo           | Brasil   | Clube Recreativo Campestre               |
| 30 de setembro de 2023 | Macapá                | Amapá               | Brasil   | Parque de Exposições da Fazendinha       |
| 7 de outubro de 2023   | Santos                | São Paulo           | Brasil   | Clube Portuários                         |
| 13 de outubro de 2023  | Araraquara            | São Paulo           | Brasil   | Centro de Eventos de Araraquara e Região |
| 14 de outubro de 2023  | Campinas              | São Paulo           | Brasil   | Expo D. Pedro                            |
| 21 de outubro de 2023  | Ribeirão Preto        | São Paulo           | Brasil   | Parque Permanente de Exposições          |
| 27 de outubro de 2023  | São Bernardo do Campo | São Paulo           | Brasil   | Estância Alto da Serra                   |
| 28 de outubro de 2023  | São José dos Campos   | São Paulo           | Brasil   | Arena Vale Fest                          |
| 29 de outubro de 2023  | Nova Iguaçu           | Rio de Janeiro      | Brasil   | Espaço de Eventos da Dutra               |
| 3 de novembro de 2023  | São Carlos            | São Paulo           | Brasil   | Arena Tusca                              |
| 11 de novembro de 2023 | Teresina              | Piauí               | Brasil   | Arena Teresina Shopping                  |
| 17 de novembro de 2023 | Foz do Iguaçu         | Paraná              | Brasil   | Centro de Eventos de Foz do Iguaçu       |
| 18 de novembro de 2023 | Londrina              | Paraná              | Brasil   | Ginásio Moringão                         |
| 20 de novembro de 2023 | Alto-mar              | Alto-mar            | Alto-mar | MSC Preziosa                             |
| 23 de novembro de 2023 | Rio de Janeiro        | Rio de Janeiro      | Brasil   | Qualistage                               |
| 24 de novembro de 2023 | Rio de Janeiro        | Rio de Janeiro      | Brasil   | Qualistage                               |
| 25 de novembro de 2023 | Rio de Janeiro        | Rio de Janeiro      | Brasil   | Vivo Rio                                 |
| 26 de novembro de 2023 | Rio de Janeiro        | Rio de Janeiro      | Brasil   | Vivo Rio                                 |
| 1 de dezembro de 2023  | Porto Alegre          | Rio Grande do Sul   | Brasil   | Pepsi On Stage                           |
| 9 de dezembro 2023     | Aracaju               | Sergipe             | Brasil   | Ginásio de Esportes Constâncio Vieira    |
| 15 de dezembro de 2023 | São Paulo             | São Paulo           | Brasil   | Allianz Parque                           |
| 16 de dezembro de 2023 | São Paulo             | São Paulo           | Brasil   | Allianz Parque                           |